# Ангел Проданов
Ангел Проданов (с псевдоним Ачо или Acho) е български музикант, певец, аранжор, текстописец, аниматор, инфлуенсър, тиктокър и озвучаващ актьор. Занимава се с авторска музика, пеене, аранжименти, текстове на песни и с озвучаване на филми и сериали.

## Биография
Проданов е роден на 17 април 1995 г. в град София, Република България. От малък се качва на сцената, предимно е рецитирал стихотворения. От дете изпитва любов към анимациите, и по-късно към живота си мечтае да стане аниматор. На 15-годишна възраст започва да изпитва интерес към театъра и се записва в частна школа в МОНТФИЗ, където му преподава актьорът Христо Чешмеджиев. Кандидатства в НАТФИЗ „Кръстьо Сарафов“ със специалности „Анимационно кино“ или „Режисура“, но не е приет.
Завършва Нов български университет със специалност „Анимационно кино“.

## Музикална кариера
В края на 2017 г. започва професионално да се занимава с авторска музика.
През 2018 г. е един от основателите на музикална компания Differentt Records, където е главен продуцент. По-късно е част от Blue Fox Studio, заедно с Панчо Карамански.
През 2021 г. е композитор на пиесата „Гласове под наем“.
На 27 март 2022 г. изпълнява песента „Някой друг“ (част от проекта „Пеещи артисти“) в дует със Симеон Владов.
На 10 юни 2024 г. е победител в конкурса за нова песен New University Talent за песента си „Ехо“.

## Кариера като аниматор
Между 2018 г. и 2019 г. работи като аниматор за анимационното студио „Шугършак Анимейшън“, където е рисувал пилотен епизод за анимационен сериал за известен комик в Лос Анджелис, но е отменен.

## Участия в риалити предавания
На 22 март 2020 г. участва в седмия сезон на музикалното риалити „Гласът на България“, където изпълнява песента „Няма работа за хора като мен“ и влиза в отбора на Михаела Филева.
През април 2022 г. участва в осмия сезон на риалити шоуто „България търси талант“, където импровизира различни анимационни персонажи.

## Кариера на озвучаващ актьор
Проданов се занимава с озвучаване на филми и сериали от 2021 г. Взима участия в дублажните студия „Про Филмс“ и „Александра Аудио“. Работил е с режисьорите на дублажа Анна Тодорова, Ангелина Русева, Евгения Ангелова и Николай Петров. Най-известната му роля е на главния персонаж Нейт Райт в анимационния сериал „Големия Нейт“ през 2022 г.

### Роли в дублажа
1. „Бакуган“, 2023
2. „Големия Нейт“ – Нейт Райт, 2022[18]
3. „Голди и старата банда“ – Шон, 2021
4. „Голямото шоу на Бебе Акула“ – Уилям (вокал)/Базил, 2021
5. „Желание“ – Габо (вокал), 2023
6. „Мечето Многознайко“ – вокален изпълнител, 2023
7. „Мистериите на Хънтър Стрийт“ – Джош, 2021
8. „Монстър Хай: Филмът“ – г-н Комос, 2023
9. „Мъници в Шантаверситета“ – Бъстър Бъни, 2024
10. „Нефритена броня“ – Тео, 2023

## Песни
1. 28 април 2021 г. – „С теб до края“ (от пиесата „Гласове под наем“, с участието на Hrissie)[19]
2. 17 ноември 2021 г. – „Времето изтече“ (с Hrissie & Yo One)[20]
3. 8 декември 2021 г. – Pull me closer (с Den)[21]
4. 27 март 2022 г. – „Някой друг“ (със Симеон Владов)[6]
5. 15 октомври 2022 г. – „Номера“ (с DJ Панчо Карамански)[22]
6. 1 ноември 2022 г. – „Дали“ (с Bad Poetry)[23]
7. 26 май 2023 г. – „Обещахме си“ (с GAYA)[24]
8. 5 юли 2023 г. – „Ти“[25]
9. 5 юли 2023 г. – „Отначало“[26]
10. 13 юли 2023 г. – „Тук и сега“ (с Магдалена Петрова – Меги)[27][28]
11. 15 юли 2023 г. – „Както трябва“[29]
12. 30 юли 2023 г. – „Пускам те“[30]
13. 2 декември 2023 г. – „Коледно желание“ (с Венета Цонева)[31][32][33]
14. 8 февруари 2024 г. – „2 В 1“ (с Венета Цонева)[34]
15. 13 май 2024 г. – „НЕ-самотен“ (с Венета Цонева и Вениамин Димитров)[35]
16. 22 май 2024 г. – „Ехо“[36][37]